# Эрих V (герцог Саксен-Лауэнбурга)
Эрих V (XIV век, Ратцебург — 1435, Ратцебург) — герцог Саксен-Лауэнбурга с 1412 года до своей смерти. Сын герцога Эриха IV Саксен-Лауэнбургского и его жены Софии Брауншвейг-Люнебургской. Правил совместно с младшим братом Иоганном IV, а после его смерти в 1414 году правил единолично.

## Жизнь
Когда Эрих III Саксен-Бергедорф-Мёльнский умер в 1401 году, отец Иоганна, Эрих IV, унаследовал часть герцогства покойного. Однако большинство территорий были недоступны, поскольку Эрих III заложил их городу Любек в 1370 году.
Эрих III уполномочил Любек владеть этими территориями после его смерти до тех пор, пока его наследники не выкупят их за в общей сложности 26 тысяч любекских марок. В 1401 году Эрих IV при поддержке своих сыновей Эриха V и Иоганна IV силой захватил заложенные территории без какой-либо выплаты, и Любеку пришлось уступить.
В 1420 году Эрих V напал на Фридриха I, курфюрста Бранденбурга, и Любек получил Гамбург для военного союза в поддержку Бранденбурга. Армии обоих городов открыли второй фронт и в течение нескольких недель завоевали Бергедорф и замок Рипенбург. Это заставило Эриха V согласиться на Перлебергский мирный договор 23 августа 1420 года, который предусматривал, что все заложенные участки, которые Эрих V, Эрих IV и Иоганн IV захватили в 1401 году, должны были быть безвозвратно переданы городам Гамбург и Любек.
Когда в 1422 году в Саксонском электорате (Саксен-Виттенберг, который вместе с Саксен-Лауэнбургом отделился от Саксонского герцогства в 1296 году) вымерла правящая ветвь Асканиев, Эрих V попытался воссоединить Саксонию под своим управлением. Особенно он был близок к этому после получения привилегии курфюрста, которая оспаривалась между Саксен-Лауэнбургом и Саксен-Виттенбергом после смерти Иоганна I в 1285 году. Однако в 1356 году император Карл IV предпочёл Саксон-Виттенберг, хотя Саксен-Лауэнбург не отказался от своего требования.
Тем не менее, император Сигизмунд оставил маркграфу Фридриху IV надежду на саксонской курфюршество, чтобы вознаградить его за военную поддержку. 1 августа 1425 года Сигизмунд сделал Фридриха I из рода Веттинов курфюрстом, несмотря на протесты аскания Эриха V.
Младший брат Эриха Бернхард II призвал его разделить с ним власть. В 1426 году Эрих V, наконец, согласился и сделал Бернхарда своим соправителем. Поскольку единственный сын Эриха V умер ребёнком в 1437 году, ему наследовал Бернхард II.

## Браки и дети
В 1404 году Эрик V женился на Елизавете Гольштейн-Рендсбургской (1384—1416), дочери Николая, графа Гольштейн-Рендсбургского и вдове Альбрехта IV, герцога Мекленбургского. Эрих V и Елизавета не имели общих детей.
До 1422 года Эрик V женился на Елизавете Вайнсбергской (1397 — после 1498), дочери Конрада IX Вайнсбергского. Генрих умер в 1437 году, находясь на попечении бабушки и дедушки по материнской линии, и был похоронен в городской церкви Святого Георгия в Вайкерсхайме, где сохранилась посвящённая мальчику эпитафия посвящена.